# Bouze-lès-Beaune
Bouze-lès-Beaune é uma comuna francesa na região administrativa da Borgonha-Franco-Condado, no departamento de Côte-d'Or. Estende-se por uma área de 6,86 km². Em 2010 a comuna tinha 319 habitantes (densidade: 46,5 hab./km²).